# 蒙哥馬利 (紐約州村)
蒙哥馬利（英語：Montgomery）是位於美國紐約州奧蘭治縣的村。

## 人口
根據2020年美國人口普查的數據，蒙哥馬利的面積為3.75平方千米，當中陸地面積為3.64平方千米，而水域面積為0.11平方千米。當地共有人口3834人，而人口密度為每平方千米1,022人。